# Cirolana portula
Cirolana portula är en kräftdjursart som beskrevs av Bruce 1986. Cirolana portula ingår i släktet Cirolana och familjen Cirolanidae. Inga underarter finns listade i Catalogue of Life.